# Vortex (Carowinds)
Vortex in Carowinds (Charlotte, North Carolina, USA) ist eine Stahlachterbahn vom Modell Stand-Up Coaster des Herstellers Bolliger & Mabillard, die am 14. März 1992 eröffnet wurde, ein Jahr, bevor Paramount den Park aufkaufte. Sie war die dritte Achterbahn von Bolliger & Mabillard und beinhaltet auf ihrer kurzen Strecke einen Looping und einen Korkenzieher.

## Layout
Die Fahrt beginnt, indem die Passagiere in einer ungewöhnlichen Stehposition die Station verlassen und einen 27,4 m hohen Lifthill hinaufgezogen werden. Ein für B&M typischer Predrop beendet den Lifthill und leitet die Fahrt in den kurvigen First Drop ein. Nach dem First Drop folgen der Looping sowie eine geneigte Aufwärts- und eine geneigte Abwärtskurve. Eine Helix folgt der Abwärtskurve, bevor der Korkenzieher erreicht wird. Nach einer weiten Kurve bremst die Schlussbremse den Zug ab, bevor er die Station erreicht.

## Züge
Vortex besitzt zwei Züge mit jeweils sechs Wagen. In jedem Wagen können vier Personen (eine Reihe) Platz nehmen.

## Fotos

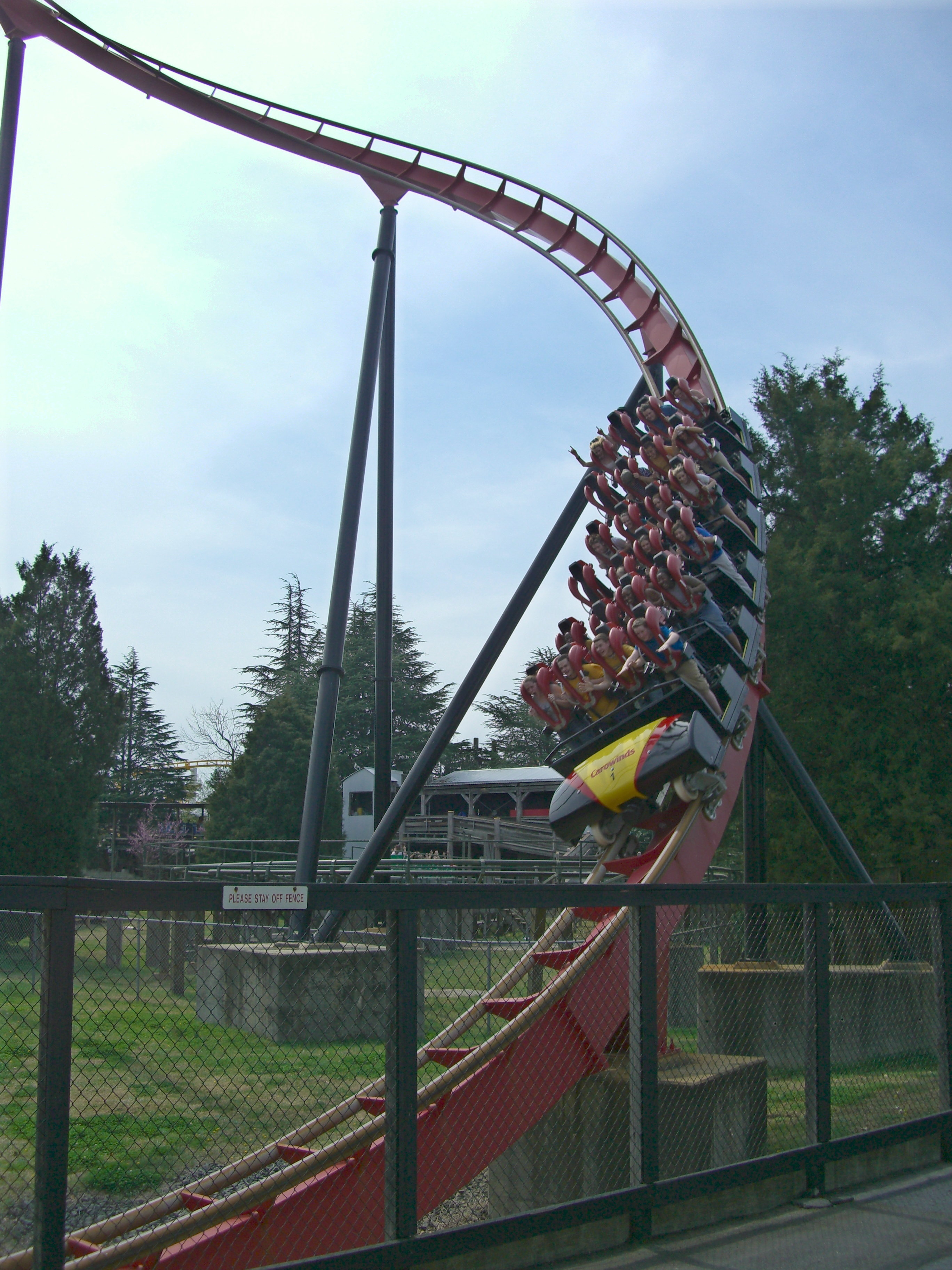
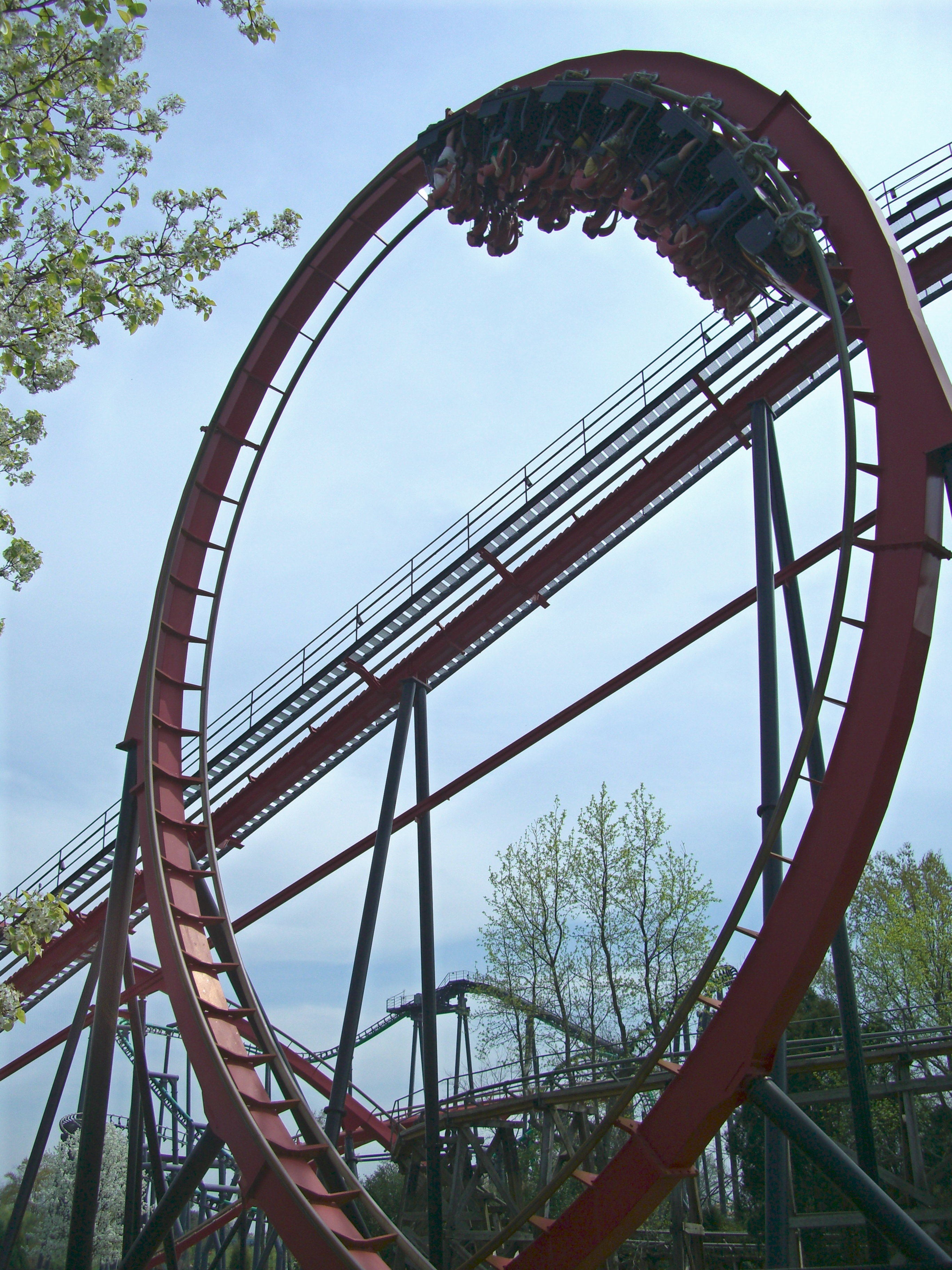
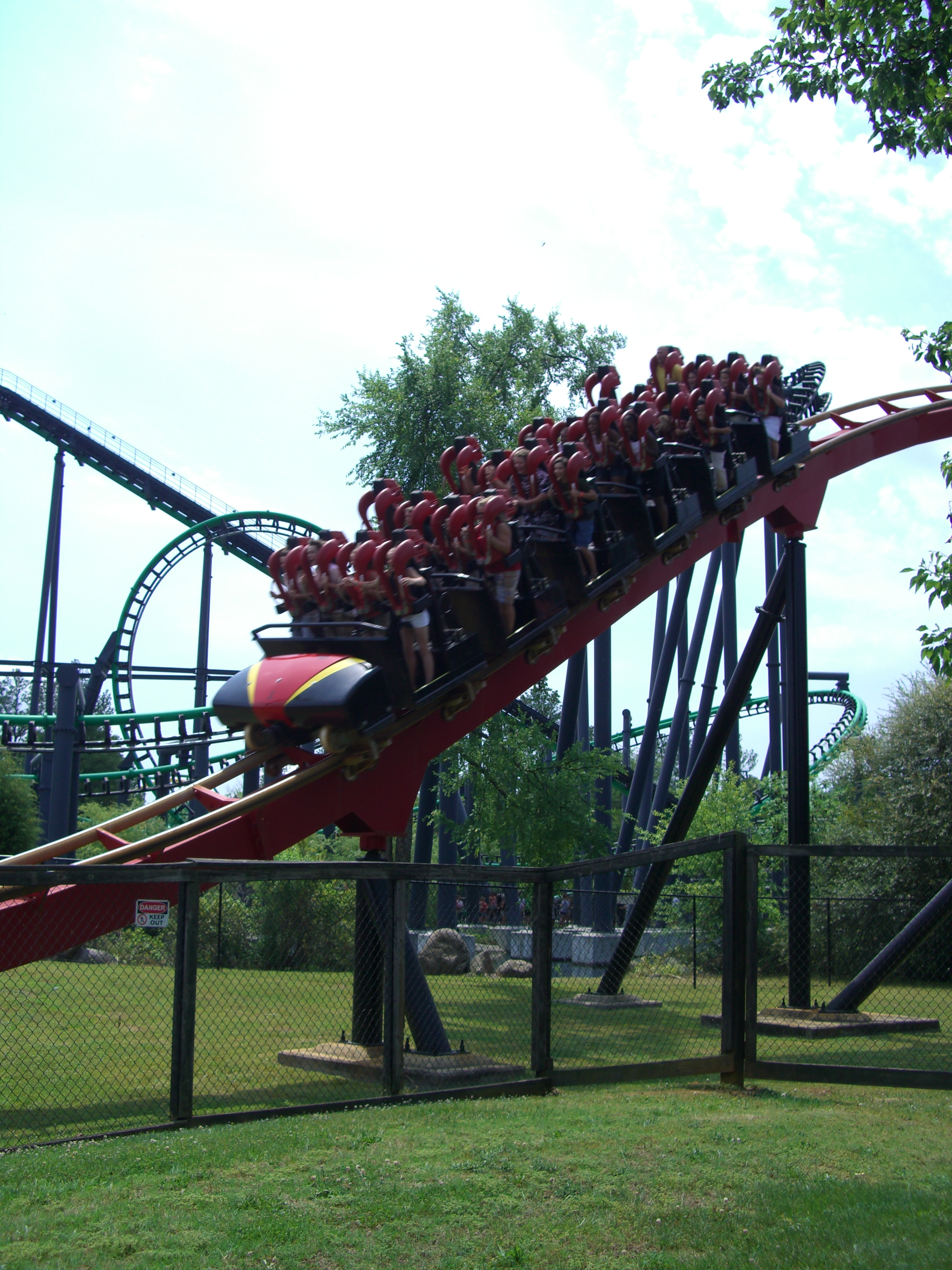
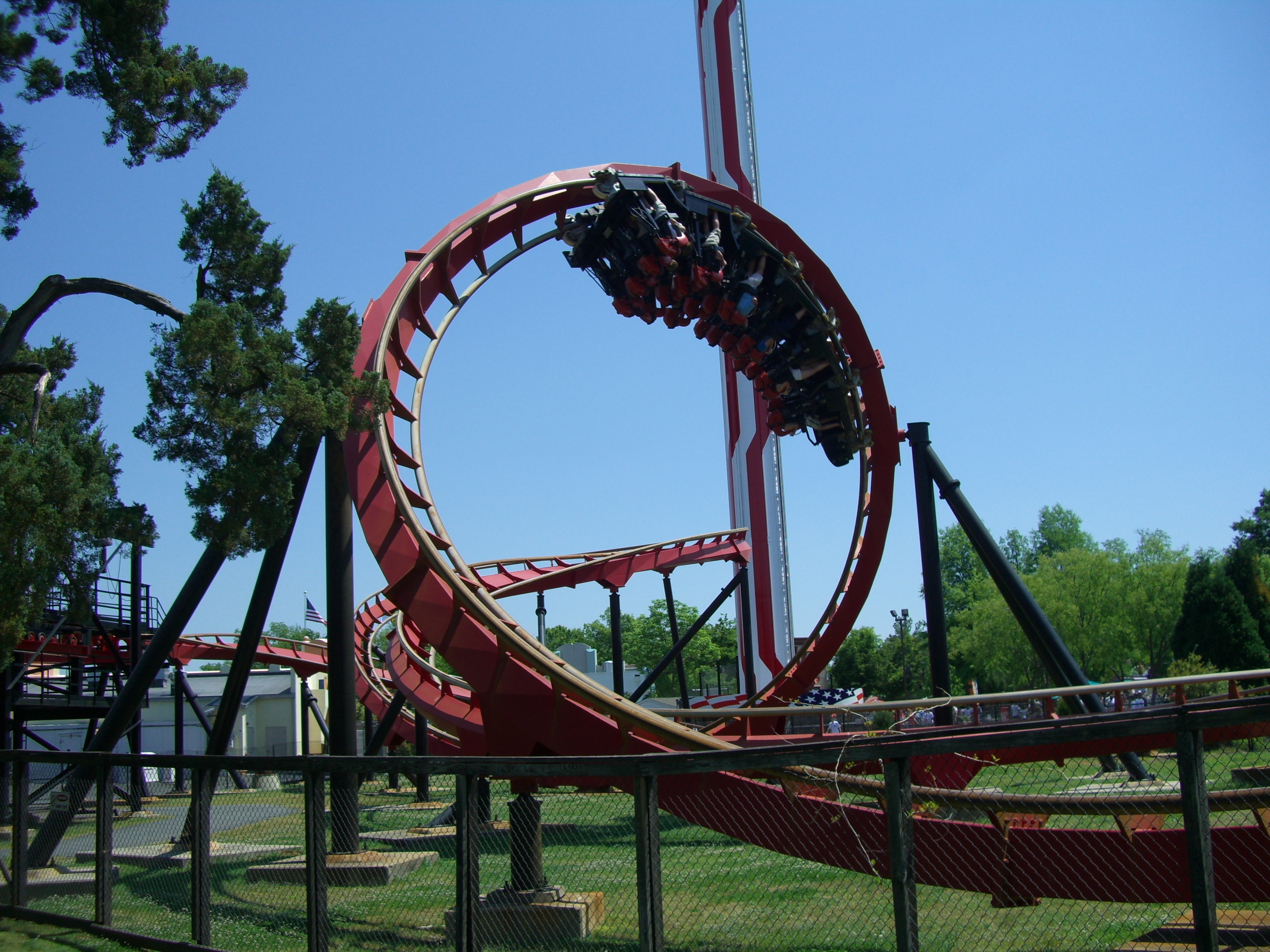